# Musée de l'automate de Souillac
Pour les articles homonymes, voir Musée des automates (homonymie).
 (juillet 2023).
 (juillet 2023).
Le Musée de l'automate est un musée géré par la ville de Souillacentre le 9 juillet 1988 et le 31 octobre 2022. Il abritait une collection nationale d'automates et de jouets mécaniques de la fin du XIXe siècle jusqu'à la fin XXe siècle, principalement issus de la maison Roullet-Decamps. Avec plus de 300 pièces, il s'agissait d'une des plus grandes collections d'automates anciens et de jouets mécaniques d'Europe.
Le musée est fermé depuis septembre 2022 et la collection est repartie chez son propriétaire, le MUSEM, à Marseille. Quelques pièces appartenant à la commune ont été conservées.

## Histoire du musée

### Roullet-Decamps à Souillac
Bien que la fabrique de la Maison Roullet-Decamps se situait dans le Marais à Paris, c'est à Souillac, ville du Quercy, qu'est abritée aujourd'hui une grande partie de sa collection d'automates et de jouets mécaniques,,. Aussi surprenant que cela puisse paraître, il n'y a pas de lien historique entre Souillac et l'ancienne fabrique d'automates. C'est à la suite de l'influence de l'ancien maire de Souillac, Alain Chastagnol, que l'État racheta la collection d'automates en 1984 pour 3,8 millions de francs à Georges et Cosette Bellancourt, descendants de la quatrième génération de la dynastie Roullet-Decamps retirés à cette époque près de Souillac,,.

### Le bâtiment
Le musée se trouvait dans un ancien entrepôt de la Société d'exploitation industrielle des tabacs et des allumettes (SEITA). Reconverti en musée, le bâtiment a subi à l'occasion de sa transformation en musée d'importants travaux conduits par un architecte (Mougin) et un muséographe en la personne de Pierre Catel. Il pouvait accueillir les personnes à mobilités réduites. Les dernières rénovations datent de 2015, conduites sous l'autorité de Klaus Lorenz, restaurateur, elles ont permis l'agrandissement du Musée avec deux salles d'exposition supplémentaires.
Juxtaposé à l'abbatiale Sainte-Marie de Souillac, le musée s'ouvrait sur l'esplanade Alain Chastagnol, en plein centre historique de la ville.

## Histoire des automates

### Les automates dans l'Histoire
Les automates existent depuis l'Antiquité. Utilisés autrefois par les prêtres pour terrifier le peuple du pouvoir divin, ils deviennent par la suite des objets luxueux faits avec des matériaux tous plus précieux les uns que les autres. Installés dans les nobles familles d'Europe, puis dans les salons bourgeois, les automates continuent de se développer pour devenir petit à petit des petits jouets mécaniques plus facilement accessibles, financièrement parlant, notamment à la suite des progrès de l'industrie et sa modernisation (produits en série). Vers le début du XXe siècle, l'automate devient électrique. Cette avancée technologique donne l'idée aux grands magasins parisiens de faire fabriquer de grandes scènes électriques pour leurs vitrines donnant sur la rue, afin d’attirer l'attention des passants, c'est notamment le cas des automates frappeurs (exemple Charlot au bec de gaz). C'est aussi à cette époque qu'ils servent de support de publicité comme pour Grand Marnier, la lessive Phénix, le papier à cigarette Zig-Zag, etc..
Au cours du XXe siècle et avec le développement de la technologie numérique et électrique, les automates laissent peu à peu place aux robots, beaucoup plus indépendants, qui n'ont pas de mouvements prédéfinis, mais qui agissent selon leur environnement. Ainsi, l'automate s'efface devant l'intelligence artificielle. Aujourd'hui, peu sont ceux qui fabriquent encore des automates, mais ces objets restent, encore de nos jours, mystérieux et attisent la curiosité des visiteurs du Musée de l'automate de Souillac.

### La Maison Roullet-Decamps
Jean Roullet, jeune paysan dauphinois fonde sa fabrique en 1865 avec son premier jouet mécanique Le Petit Jardinier qui fit sa renommée. À la suite du mariage de sa fille, il décide de s'allier avec son gendre Ernest Decamps pour agrandir sa fabrique, d'où le nom de Roullet-Decamps. En commençant par des jouets mécaniques, ils se diversifièrent pour créer des automates publicitaires électrifiés. Ils eurent alors la chance de pouvoir orner les vitrines des plus grands magasins parisiens tels que les Galeries Lafayette, notamment pendant les périodes de fêtes de fin d'année. Certaines de ces vitrines furent rénovées et sont aujourd'hui conservées au Musée de l'automate de Souillac, comme celle de La Reine des neiges inspirée du conte d'Andersen qui fut exposée aux Galeries Lafayette fin 1956,. Après Ernest Decamps, c'est Gaston Decamps qui gère l'entreprise, puis son gendre Georges Bellancourt qui intègre l'électronique à ses automates. L'entreprise cesse son activité en 1995.

## Œuvres et collections

### La collection et les différents types d'automates
Le musée de l'automate de Souillac abrite depuis plusieurs années la plus grande collection d'automates anciens et de jouets mécaniques d'Europe, faisant partie de la collection Roullet-Decamps. La seconde partie de cette même collection, plus axée sur les scènes électriques et vitrines animées de magasins, se trouve en 2015 au musée des automates de Falaise (Calvados).
Le musée présente des automates électriques (en mouvement dans les vitrines) et des automates mécaniques. La visite s'organise autour de différents grands thèmes, avec la salle des automates magiciens, la salle des automates publicitaires, la salle des automates animaux, vitrines de magasins, salle des poupées mécaniques, etc. Les automates ont été robotisés par le recours à des systèmes informatiques qui permettent de gérer automatiquement les mécanismes dans un souci d'économie et de conservation de ces pièces anciennes.

### LaFemme à la Violetteet leThéâtre de la Passion
Plusieurs œuvres dans le musée ne proviennent pas de la fabrique Roullet-Decamps : les plus célèbres sont la Femme à la Violette et le Théâtre de la Passion. Ce dernier n'est pas à proprement parler un automate, mais il reste tout de même une pièce très rare du début du XIXe siècle. Il s'agit de l'objet le plus vieux du musée, on estime sa création à 1832. Cet ensemble animé, d'un peu moins de deux mètres de haut, met en scène plusieurs dizaines de personnages face à une église. Son auteur est anonyme et son animation est mécanique (c'est-à-dire qu'il se remonte manuellement).
La Femme à la Violette est un automate de la Maison Phalibois, autre grand fabricant d'automates, qui fut acquis par Roullet-Decamps lors du rachat des fonds d'atelier de la maison concurrente.

### Le Petit Jardinier
Automate phare de la collection, il s'agit d'un petit jardinier d'environ 15 cm de haut, poussant sa brouette pleine de fleurs. C'est le tout premier automate de la Maison Roullet-Decamps et également du tout premier jouet mécanique français réalisé en série à prix modeste. Cet automate valut à ses fabricants une médaille de bronze à l'Exposition universelle de 1867. Il devint par la suite l'emblème de la Maison. On pouvait à l'époque acheter ce jouet pour 8,50 francs anciens.

### La Charmeuse de serpentet le monde du Cirque
Il s'agit de l'automate le plus connu de la collection. Inspiré des dresseuses des Folies Bergère, cet automate fit du bruit à sa sortie car il représente une jeune femme très légèrement vêtue ce qui atteste de la complexité du mécanisme. D'ordinaire, les automates ont des longs vêtements qui permettent aux fabricants de dissimuler plus facilement le mécanisme : ils ont alors plus de marge pour rendre la magie vivante. Or, au vu de sa quasi-nudité, les fabricants n'ont pas pu dissimuler son mécanisme sous ses vêtements, mais à « l'intérieur » de l'automate, ce qui est une vraie prouesse technique,. Elle est accompagnée par quatre musiques différentes, toutes provenant du socle sur lequel elle est posée, cependant l'exemplaire à Souillac n'en possède qu'une. Elle est accompagnée du grand Hercule et du Clown au chapeau et à l'éventail qui n'existe qu'en cinq exemplaires au monde.

### Les sosies
Certains automates sont les répliques fidèles de célébrités d'époque comme Buffalo Bill, le clown Little Tich ou imaginée comme Damayanti.

### Jazz-band
Autre scène d'automates phare de ce musée, le Jazz-band est une scène incontournable qui reste marquante pour tous les visiteurs. Elle fut créée en 1920 pour la vitrine d'un grand magasin. Ils font aussi écho au festival de jazz de Souillac qui a lieu chaque année le troisième week-end de juillet.

### Dubout

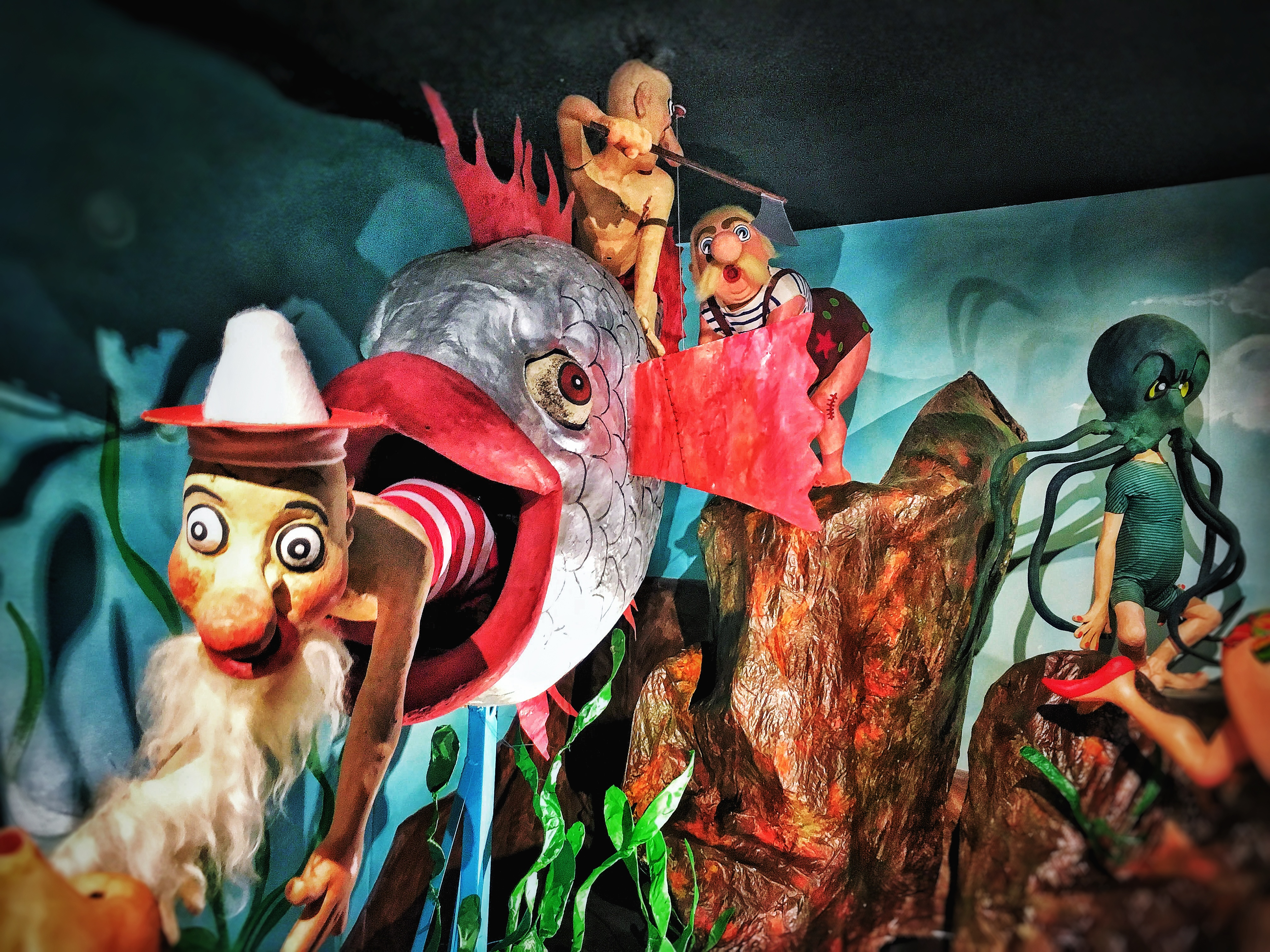
Pêche sous-marine, dessinée par Albert Dubout et exposé aux Galeries Lafayette (Paris) en 1987.

Le dessinateur Albert Dubout a lui aussi sa place dans ce musée puisqu'il a collaboré avec la maison Roullet-Decamps dans la réalisation de la scène La pêche sous-marine. Le travail de ce dernier a aussi inspiré la maison lors de la création de la scène du métro où l'on peut clairement ressentir l'influence de Dubout. Quelques dessins sont notamment exposés dans le musée en tant qu'exposition temporaire.
La pêche sous-marine dormait dans les réserves du musée depuis 1988. En 2012-2013 cette scène a été restaurée par Klaus Lorenz et mise en scène par Catherine Oudoin Lorenz avec le concours de Cosette Decamps Bellancourt. La reconstruction des décors s'est faite selon les techniques anciennes appris dans les ateliers Decamps à l’occasion de nos emplois respectifs. Cette installation est aujourd'hui à considérer comme une référence servant à la compréhension des Grands Scènes Animées des Fêtes de « Fin de l'Année comme on disait à l’époque.

### Expositions temporaires et animations
Depuis sa création, le musée a connu plusieurs expositions temporaires, notamment :
- dès les années 1990 : Automates, robots et maquettes animées de Luis Munoz[17] ;
- de 2015 à 2016 : Instruments de musique du Monde, collection privée de Marie-Claude Carles regroupant plus de 600 instruments de musique venant du monde entier[18].
- depuis 2017 et prolongée jusqu'en octobre 2019 : Masques et marionnettes du Mali, collection privée de Réginald Groux, fondateur du Musée Mahicao au Sénégal et commissaire de l'exposition. Ce sont 60 marionnettes du Théâtre Sogobo qui sont présentées ce qui est exceptionnel quand on sait la rareté des objets muséographiques africains anciens du fait des difficultés de conservation des matériaux comme les bois et tissus[2],[19],[20].
- d'avril à octobre 2020, le musée expose plus de 150 oeuvres d'Albert Dubout sur le thème "Chats et dessins de presse"[21].

Le musée organisait jusque dans les années 2000, avec la ville, le festival du Mime Automate chaque été à Souillac. Cette manifestation était organisée dans le centre historique de Souillac. Il proposait des animations et spectacles de rue autour du mime, de la magie. Les enfants pouvaient se faire maquiller gratuitement. Lors du festival, c’est l'homme qui imitait l’automate, comme si on ouvrait la porte du musée et que tout le monde sortait !

## Fermeture et démolition
La fermeture du musée a été actée pour la fin de la saison 2022. Le bâtiment qui l'abritait, doit être démoli dans le cadre d'une opération de restauration de l'abbatiale Sainte-Marie et de requalification de l'Abbaye et de ses abords. Un projet d'espace muséographique consacré à la chanteuse Joséphine Baker avait été envisagé.